# Liga lekkoatletyczna sezon 2013
Liga lekkoatletyczna sezon 2013 – rozgrywki ligowe organizowane przez Polski Związek Lekkiej Atletyki, podzielone na klasy rozgrywkowe: ekstraklasę i I ligę.
Zawody rozgrywane były w dwóch rzutach, wiosennych mityngach oraz jesiennych zawodach finałowych. Wyniki uzyskane przez zawodników przeliczane były na punkty, które decydowały o miejscu zajmowanym przez dany klub.
I rzut ekstraklasy odbył się 25-26.05.2013 r., którego organizatorem był klub KS Podlasie Białystok, II rzut odbył się 31.08-1.09.2013 r., którego organizatorem był klub AZS AWF Biała Podlaska.
I rzut 1 Ligi odbył się 30-31.08.2013r., organizatorem był klub WKS Wawel Kraków, organizatorem II rzutu był klub AZS AWF Kraków.
Z Ekstraklasy do I ligi spadły 4 ostatnie zespoły. Awans z 1 ligi uzyskały 4 pierwsze zespoły.

## Tamex Ekstraklasa – tabela końcowa
| Miejsce | Nazwa klubu                     | I rzut | II rzut | Liczba punktów | Uwagi  |
| ------- | ------------------------------- | ------ | ------- | -------------- | ------ |
| 1       | KS AZS AWF Kraków               | 3538   | 3285    | 6823           | złoto  |
| 2       | AZS AWF Warszawa (m)            | 3296   | 3053    | 6349           | srebro |
| 3       | KS Podlasie Białystok           | 3011   | 3093    | 6104           | brąz   |
| 4       | SL WKS Zawisza Bydgoszcz        | 3230   | 2803    | 6033           |        |
| 5       | MKS MOS Płomień Sosnowiec       | 2665   | 2802    | 5467           |        |
| 6       | KS Agros Zamość                 | 2655   | 2626    | 5281           |        |
| 7       | KS AZS AWF Biała Podlaska       | 2532   | 2727    | 5259           |        |
| 8       | AZS UMCS Lublin                 | 2386   | 2553    | 4939           |        |
| 9       | LŁKS Prefbet Śniadowo Łomża (b) | 2007   | 2149    | 4156           |        |
| 10      | CKS Budowlani Częstochowa (b)   | 1954   | 2105    | 4059           |        |
| 11      | MKL Toruń (b)                   | 1992   | 1895    | 3887           |        |
| 12      | AZS Łódź                        | 1808   | 1983    | 3791           |        |
| 13      | UKS 19 Bojary Białystok (b)     |        |         | DNS            |        |
| 14      | WKS Śląsk Wrocław               |        |         | DNS            |        |
| 15      | AZS-AWFiS Gdańsk                |        |         | DNS            |        |
| 16      | AZS-AWF Katowice                |        |         | DNS            |        |

W związku z wycofaniem się klubów UKS 19 Bojary Białystok, WKS Śląsk Wrocław, AZS-AWFiS Gdańsk oraz AZS-AWF Katowice z ekstraklasy oprócz tych zespołów nie spadł żaden inny klub. W przyszłym sezonie szeregi ekstraklasy lekkoatletycznej zasilą kluby: AZS KU Politechniki Opolskiej Opole, GKS Olimpia Grudziądz, WKS Wawel Kraków, RKS Łódź.
| Opis tabeli ekstraklasy:               |
| -------------------------------------- |
| (m) – Mistrz z poprzedniego sezonu     |
| (b) – beniaminek                       |
| DNS – drużyna nieskwalifikowana        |
| mistrzostwo                            |
| spadek lub wycofanie klubu z rozgrywek |

## I Liga – tabela końcowa
| Miejsce | Nazwa klubu                             | I rzut | II rzut | Liczba punktów | Uwagi     |
| ------- | --------------------------------------- | ------ | ------- | -------------- | --------- |
| 1       | AZS KU Politechniki Opolskiej Opole (s) | 2704   | 2001    | 4705           | awans     |
| 2       | GKS Olimpia Grudziądz                   | 2299   | 2098    | 4397           | awans     |
| 3       | WKS Wawel Kraków (s)                    | 2307   | 1871    | 4178           | awans     |
| 4       | KS Podlasie Białystok II                | 2036   | 1892    | 3928           |           |
| 5       | RKS Łódź (s)                            | 1604   | 1773    | 3377           | awans     |
| 6       | MKS Bolesłavia Bolesławiec              | 1257   | 1258    | 2515           |           |
| 7       | AZS UMCS Lublin II                      | 1446   | 1039    | 2485           |           |
| 8       | GKS Piast Gliwice                       | 1139   | 1252    | 2391           |           |
| 9       | TL Pogoń Ruda Śląska                    | 1195   | 957     | 2152           |           |
| 10      | KS Wisła Puławy                         |        |         | DNS            |           |
| 11      | MKL Szczecin                            |        |         | DNS            | wycofanie |
| 12      | MKS Osa Zgorzelec                       |        |         | DNS            |           |
| 13      | MKS Start Lublin                        |        |         | DNS            |           |
| 14      | RKS Skra Warszawa                       |        |         | DNS            | wycofanie |
| 15      | TS AKS Chorzów                          |        |         | DNS            |           |
| 16      | ZLKL Zielona Góra                       |        |         | DNS            | wycofanie |

| Opis tabeli 1 ligi:                    |
| -------------------------------------- |
| (s) – spadkowicz z ekstraklasy         |
| DNS – drużyna nieskwalifikowana        |
| awans do ekstraklasy                   |
| spadek lub wycofanie klubu z rozgrywek |